# Повелитель зверей 3: Глаз Браксуса
«Повелитель зверей 3: Глаз Браксуса» (англ. Beastmaster III: The Eye Of Braxus) — телефильм в жанре фэнтези. Второй сиквел фильма «Повелитель зверей». Произведение  создано по мотивам романа  Андре Нортон «Повелитель зверей».

## Сюжет
Чародей Агон пытается сохранить свою молодость. Для этого он со своим подручным Малдором практикует мрачные ритуалы вытягивания жизненной силы из пленников. Однако подлинную юность волшебник сможет вернуть только в гробнице Браксуса. Талисман, позволяющий войти в склеп, хранится у молодого короля Тала. Люди Агона захватывают Тала в плен, однако перед этим молодой человек отдаёт половинку артефакта своему старшему брату Дару, известному как Повелитель зверей. Герою не остаётся выбора, кроме как отправиться в царство Агона вместе с Сетом — начальником телохранителей короля Тала, чтобы спасти брата из рук злого волшебника.
Между тем Агон, убедившись, что у Тала находится лишь часть талисмана, пытками вынуждает пленника указать, где находится вторая половина, и посылает Тёмную Стражу — своих гвардейцев — на поиски Повелителя зверей.
Тем временем Дар и Сет следуют за похитителями Тала. По дороге они встречают прекрасную воительницу Шаду, которая на самом деле является агентом Агона. Несколько раз она пытается заманить героя в ловушку, из которых он с трудом выпутывается. В конце концов Дар при помощи цыганки Морганы попадает в город, где заточён Тал, и освобождает брата. Однако Агон вызывает к жизни Браксуса, который оказывается божеством тьмы и первым делом овладевает телом чародея. Далее монстр решает вызвать из преисподней силы мрака, однако Дар отбирает и затем уничтожает его глаз.

## В ролях
- Марк Сингер — Дар — Повелитель зверей
- Тони Тодд — Сет, советник и главный телохранитель короля Тала
- Кейт Кулурис — Бэй, молодой акробат
- Сандра Хесс — Шада
- Каспер Ван Дьен — Король Тал
- Пэтрик Килпэтрик — Джаггарт
- Лесли-Энн Даун — Моргана, волшебница
- Дэвид Уорнер — лорд Агон
- Майкл Дик — Браксус
- Олаф Пули — Малдор, колдун, подручный Агона
- Дэвид Грант Райт — Корум
- Кимберли Стэнфил — Кала
- Джои Зиммерман — Пир
- Гари Симпсон — капитан Тёмной Стражи
- Лэнс Рашинг — воин Тёмной Стражи
- Дар Томпсон — страж